# Чипперфилд, Дэвид
Сэр Дэ́вид А́лан Чи́пперфилд (англ. David Alan Chipperfield, род. 18 декабря 1953 года, Лондон) — британский архитектор, основатель архитектурного бюро David Chipperfield Architects (1985). Командор ордена Британской империи (CBE), кавалер Почёта. Лауреат Притцкеровской премии.

## Общая информация
За свою работу Чипперфилд удостоен нескольких престижных наград и званий, включая членство в Королевской академии художеств, орден За заслуги перед Федеративной Республикой Германия, рыцарский титул за заслуги в области архитектуры и Императорскую премию Ассоциации искусств Японии.
Компания David Chipperfield Architects является глобальной архитектурной студией с офисами в Лондоне, Берлине, Милане и Шанхае. Творческие проекты фирмы получили более 100 архитектурных и дизайнерских наград, в том числе «Премию RIBA им. Д. Стирлинга» (в 2007 году за Музей современной литературы в Marbach), «Премию Европейского союза за современную архитектуру» («Премия Миса ван дер Роэ») и «Премию Deutscher Architekturpreis» (в 2011 году).
В 2023 году был удостоен Притцкеровской премии — одной из наиболее престижных и важных наград в области архитектуры.

## Карьера
В 1976 году Чипперфилд окончил Школу искусств в Кингстоне. В 2008 году Лондонский университет присвоил ему звание почётного доктора. С 1978 по 1984 год Чипперфилд работал под руководством известных архитекторов — Дугласа Стивена, Ричарда Роджерса и Нормана Фостера, а в 1985 году основал собственную фирму. В начале карьеры он отстаивал исторические объекты, связанные с именами таких архитекторов, как Рафаэль Монео, Луиджи Сноцци и Алвару Сиза.
Чипперфилд преподавал архитектуру в Европе и Соединённых Штатах и выступал с лекциями, в том числе в качестве профессора архитектуры в Staatliche Akademie der Bildenden Künste в Штутгарте (с 1995 по 2001 год). Кроме того, он занимает должность заведующего кафедрами Высшей технической школы в Барселоне (Испания) и архитектурного дизайна в Школе архитектуры Йельского университета. Кроме того, Чипперфилд является почётным профессором Университета искусств Лондона. Он был членом совета попечителей Архитектурного фонда, а в настоящее время избран попечителем Музея им. сэра Джона Соуна в Лондоне.
В 2012 году Чипперфилд стал первым британским куратором архитектурной биеннале в Венеции. Приоритеты архитектурной биеннале под названием «Common Ground» — корпоративные и взаимосвязанные методы архитектурной практики.

## Архитектура

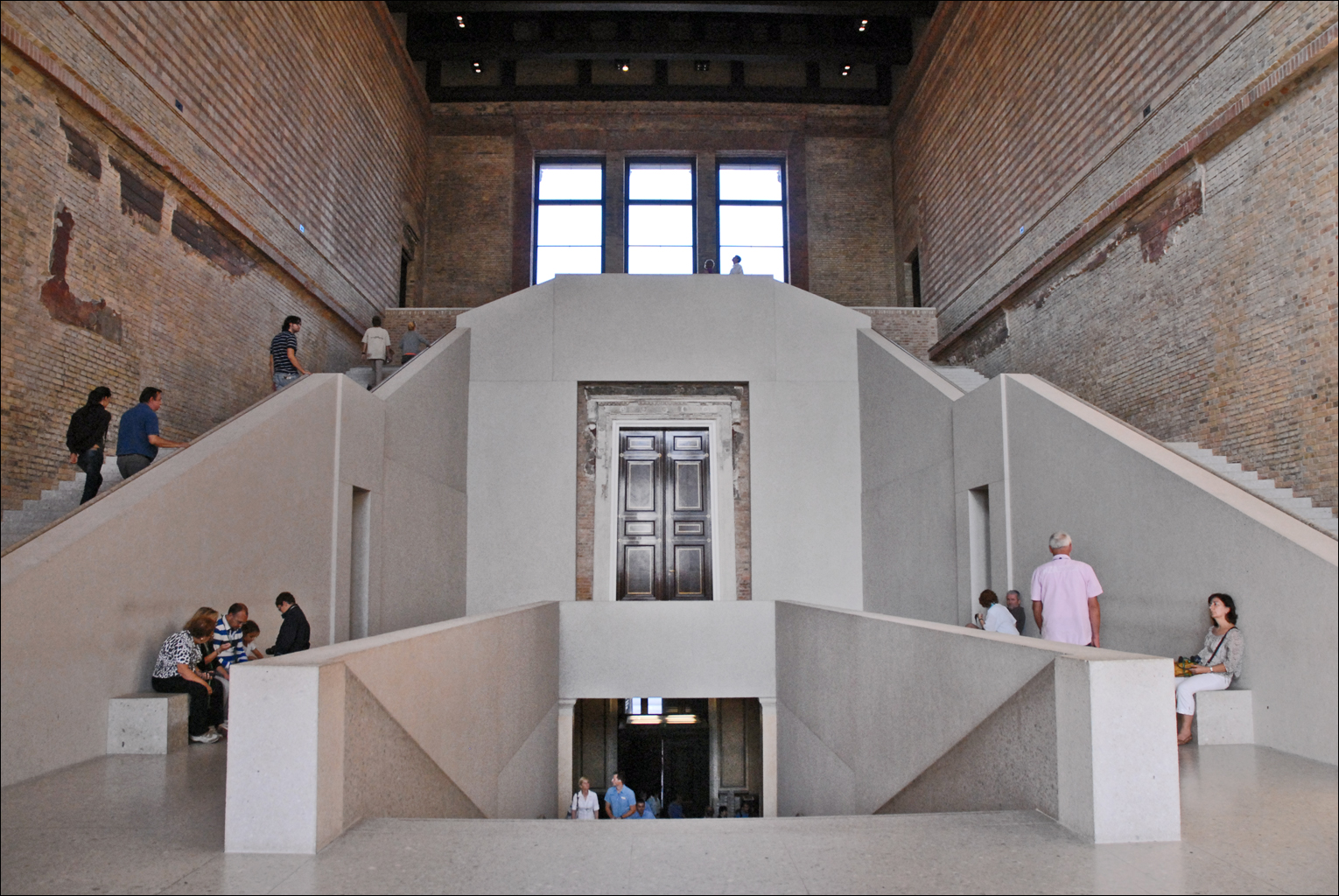
Новый музей, Берлин

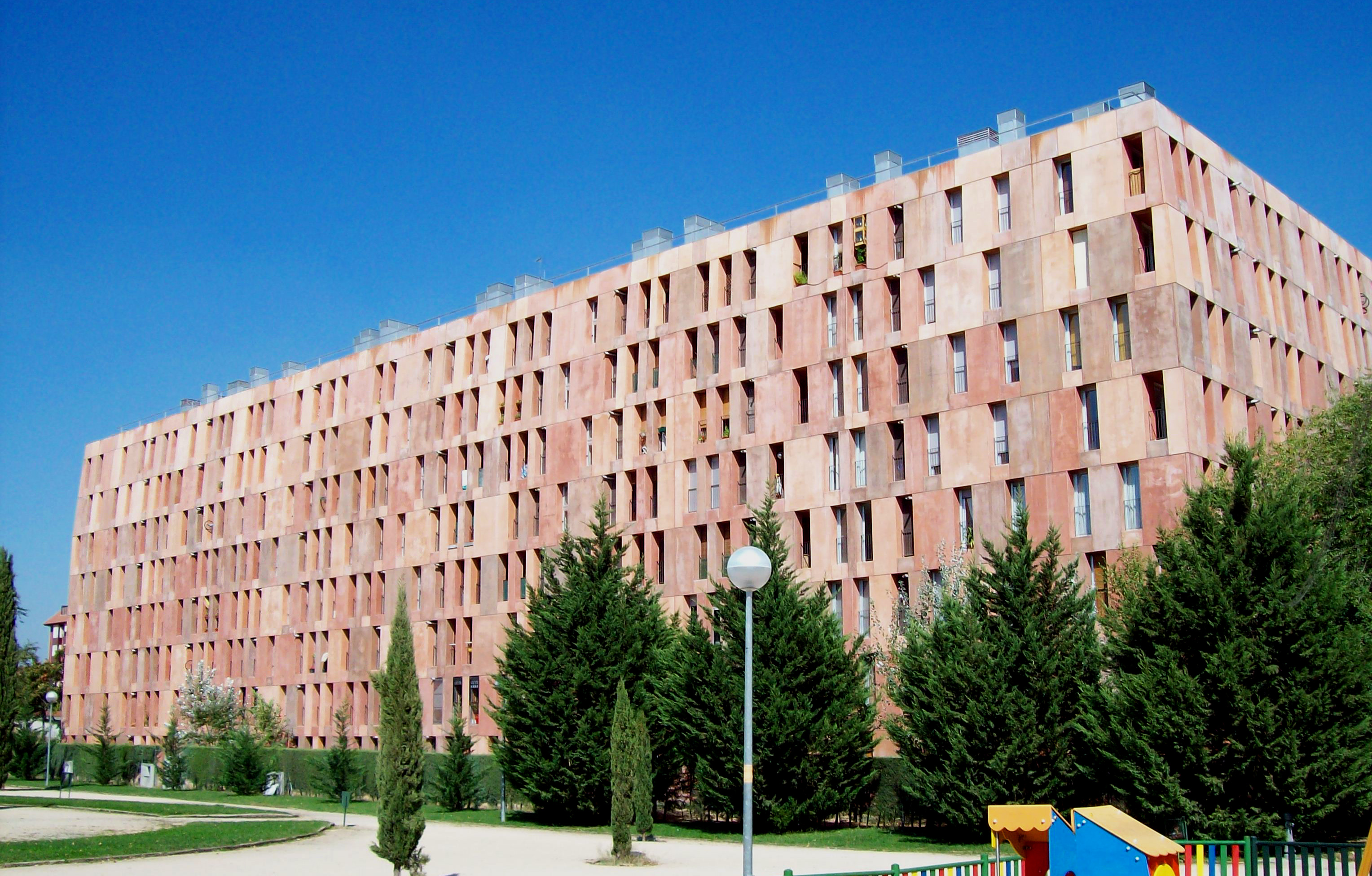
Жилой дом в Мадриде

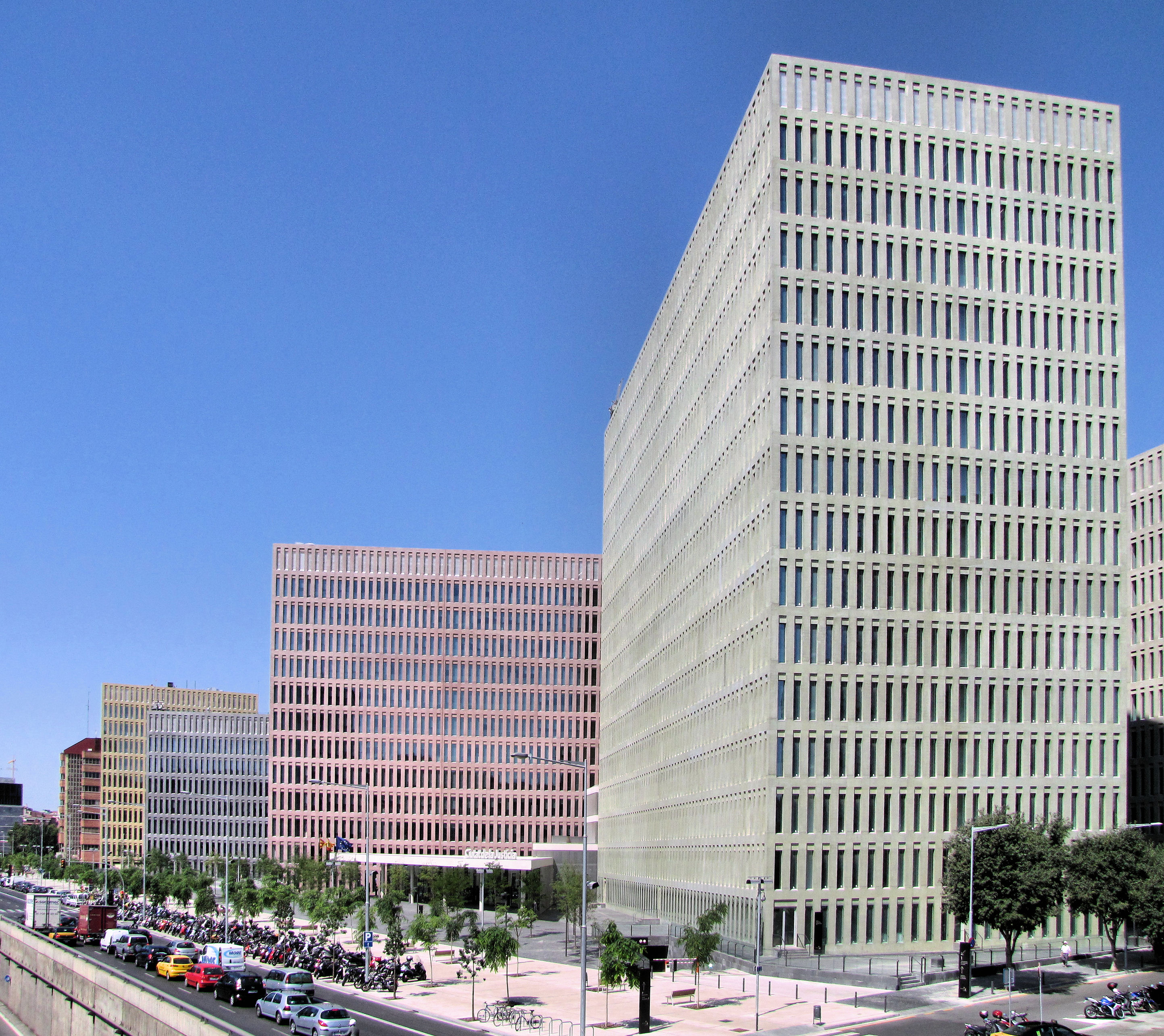
Центр юстиции, Барселона

Среди ранних проектов Чипперфилда в Англии — здание магазина Иссэй Миякэ на Слоун-стрит в Лондоне (1983) и дом модного фотографа Ника Найта в Ричмонде (графство Суррей). В дизайне известного «Музея рек» в Хенли-он-Темс, первого крупного здания Чипперфилда, построенного в его родной стране, использованы элементы зелёной дубовой облицовки, бетон и стекло, вызывающие ассоциации с природой региона. Студия David Chipperfield Architects считается одной из самых плодотворных компаний в области проектирования культурных и гражданских зданий.
Чипперфилд был выбран в качестве архитектора для реконструкции разрушенного Нового музея в Берлине. Музей возобновил свою работу в октябре 2009 года в новом здании Галереи Джеймса Саймона, построенном по проекту Чипперфилда. Галерея выполняет функцию своеобразного прохода на Музейный остров, который является объектом Всемирного наследия ЮНЕСКО, объединяющим пять исторических музеев. В 2015 году штат сотрудников штаб-квартиры David Chipperfield Architects в Берлине составлял около 90 человек.
Обширная реконструкция по проектам Чипперфилда состоялась и в других европейских музеях, включая Дом искусства в Мюнхене и Кунстхаус в Цюрихе.
Недавние проекты в области культуры в Соединенных Штатах — «Публичная библиотека» в городе Де-Мойн (Айова), «Музей Анкоридж» на Аляске и «Сент-Луисский художественный музей» (штат Миссури).
В 2011 году фирма представила две новые выставки в Великобритании: The Hepworth в Уэйкфилде и Turner Contemporary в Маргейте. Эти два проекта ознаменовали предстоящее возвращение Чипперфилда в Великобританию после десятилетий успеха на международном уровне.
В 2014 году компания David Chipperfield Architects выиграла конкурс Нобелевского центра, учреждённый в связи с проектом штаб-квартиры Нобелевского комитета в Стокгольме.

## Признание и награды
В 1999 году за всеобъемлющую экспозицию, представленную в Институте музыки и ритма Эмиля Жак-Далькроза совместно с испанским архитектором Андресом Жаком, Чипперфилд был награждён Золотой медалью Тессенова. В 2004 году он был награждён Орденом Британской империи за заслуги в области архитектуры, а в 2003 г. стал почётным членом Флорентийской Академии искусств и дизайна. В 2009 году — удостоен ордена «За заслуги перед Федеративной Республикой Германия», самой высокой награды Германии за заслуги перед нацией. В 2010 году за заслуги в области архитектуры Великобритании и Германии он был удостоен звания Рыцаря-бакалавра. В том же году он стал лауреатом премии Вольфа, а в 2011 году был награждён Королевской золотой медалью, учреждённой Королевским институтом британских архитекторов.
В 2009 году в Лондонском музее дизайна открылась выставка «Form Matters», посвящённая ретроспективе творчества Чипперфилда. В 2011 году экспозиция керамики для итальянской компании Alessi была удостоена премии Compassod’Oro, а складной стул Piana был приобретён для постоянной экспозиции в Нью-Йоркском музее современного искусства.

## Избранные работы
- «Музей рек», Хенли-он-Темс, Оксфордшир, Великобритания (1989—1997)
- «Figge Art Museum», Давенпорт (Айова), США (1999—2005)
- «Музей современной литературы», Германия (2002—2006)
- Отель «Пуэрта Америка», третий этаж, Мадрид, Испания (2003—2005)
- «America’s Cup Building», Валенсия, Испания (2005—2006)
- Музей «Liangzhu Culture», Ханчжоу, Китай (2007)
- Отель «Empire Riverside», Гамбург, Германия (2007)
- Новый музей, Берлин (1997—2009)
- Музей Фолькванг, Эссен, Германия (2007—2010)
- Центр юстиции, Барселона (2002—2011)
- Галерея «Turner Contemporary», Кент, Великобритания (2011)
- Галерея «The Hepworth Wakefield», Уэйкфилд, Великобритания (2011)
- Отель «Café Royal», Лондон (2008—2012)
- Сент-Луисский художественный музей, Миссури, США (2005—2013)
- Музей «Jumex», Мехико (2009—2013)
- СПА «Valentino», флагманский магазин, Нью-Йорк (2014)
- Жилой дом «One Kensington Gardens», Лондон (2015)
- Музей изобразительных искусств Вест-Бунд, Шанхай (2019)